# Geranomyia latitudinis
Geranomyia latitudinis is een tweevleugelige uit de familie steltmuggen (Limoniidae). De soort komt voor in het Neotropisch gebied.